# Xylopia dibaccata
Xylopia dibaccata este o specie de plante angiosperme din genul Xylopia, familia Annonaceae, descrisă de Albert Ulrich Däniker. Conform Catalogue of Life specia Xylopia dibaccata nu are subspecii cunoscute.